# Caso Satya
El caso 1692-12-EP, también conocido como caso Satya, es un caso judicial ecuatoriano de presunta discriminación de género que lleva el nombre de una niña cuya inscripción en el Registro Civil con los apellidos de sus dos madres fue rechazado. El caso legal se presenta como un caso de discriminación de género debido a su condición como hija de un hogar homoparental.
El problema surgió cuando a la niña se le negó la inscripción con los apellidos de sus dos madres: Helen Bicknell y Nicola Rothon, una pareja de mujeres inglesas residentes en Ecuador que llevaban catorce años juntas en ese momento. La pareja presentó en agosto de 2012 una acción de protección contra el Registro Civil de Ecuador.
El 29 de mayo de 2018, la Corte Constitucional falló a favor de las madres de Satya y dio un plazo de treinta días para que el Registro Civil inscribiera a la niña con los apellidos de sus madres, además de disponer que en el futuro toda niña o niño concebido por medio de métodos de reproducción asistida tendrá que ser inscrito sin importar que provenga de un hogar heterosexual u homoparental.

## Trasfondo
Satya Bicknell Rothon nació el 8 de diciembre de 2011, hija de la pareja de ciudadanas británicas Nicola Rothon y Helen Bicknell y concebida mediante un proceso de inseminación artificial. Rothon y Bicknell llevaban 14 años de relación al momento del nacimiento de Satya y se habían registrado legalmente como pareja en el Reino Unido en 2010. En Ecuador, su relación estaba reconocida por medio de la figura de la unión de hecho.
El 10 de enero de 2012, la pareja intentó registrar a Satya en las instalaciones del Registro Civil de Ecuador, pero la entidad se negó y puso como argumentos que lo hacía «en pro de precautelar la seguridad jurídica de la filiación paterna» y porque legislación ecuatoriana no contemplaba la «duplicidad de filiación materna en una inscripción de nacimiento». Bicknell y Rothon, con el apoyo de la Defensoría del Pueblo, interpusieron un recurso de amparo contra el Registro Civil. La audiencia pública sobre el caso tuvo lugar el 4 de mayo de 2012 en el Juzgado Cuarto de Garantías Penales, pero el juez oyente desistimó el recurso de amparo aseverando que las denunciantes debían agotar las medidas de apelación del Registro Civil antes de acudir a la justicia.

## Desarrollo
La Defensoría del Pueblo de Ecuador estuvo presente en la última audiencia del caso que tuvo lugar en la Corte Constitucional. En este último proceso previo a la emisión de sentencia se aclararon los argumentos del caso, basados en el principio del interés superior de la niña que actualmente tiene 6 años y la vulneración de sus derechos para que las juezas y jueces emitan una resolución final.
Más de 3 horas duró la audiencia que se realizó en la Corte Constitucional para escuchar los puntos de vista de varios actores a favor y en contra del posible registro legal de Satya con los apellidos de sus dos madres. Mientras que en las afueras de la Corte Constitucional, varios integrantes de grupos de activistas por los derechos humanos se concentraron para pedir con carteles que se legisle a favor de la pequeña y se cumpla con el respeto a la familia diversa como establece la Constitución.
Christian Paula, abogado y docente universitario que fue parte de la audiencia dijo: «Ha sido un viacrucis demostrar cómo se ha vulnerado los derechos de esta niña y cómo tener el apellido de sus 2 madres la violenta en su identidad, ya que no tiene el mismo ejercicio de derechos que un pequeño que lleva los apellidos de su padre y madre».
El director de la Defensoría del Pueblo, José Luis Guerra, fue parte de la defensa del caso y en su intervención expuso argumentos a favor  respondiendo al pedido que ellos desde la Defensoría interpusieron hace un año. «Queremos que se respete la identidad de Satya como hija de una pareja de mujeres y eso no afecta los derechos de otras familias del país ya que vivimos en un estado laico».
La audiencia finalizó, pero no hubo un dictamen final de la Corte Constitucional. Los involucrados esperan que sea favorable a la pareja inglesa, pues la resolución de este caso constituye un hito trascendental en la igualdad de derechos de las personas LGBTI.
El martes 29 de junio de 2018, la Corte Constitucional aceptó la acción extraordinaria.
La sentencia del caso de Satya marca un precedente en la lucha por los derechos de las familias homoparentales y lesbomaternales en Ecuador, debido a que una de las medidas de reparación de la sentencia es la obligatoriedad al Registro Civil de registrar y aceptar a los hijos e hijas de parejas del mismo sexo colocando los apellidos de sus dos madres o padres. Cabe resaltar que esta posibilidad se abre únicamente cuando la pareja haya optado por reproducirse a través de métodos de reproducción asistida, ya que la Constitución del Ecuador en su artículo 68 aún mantiene la prohibición de adopción para parejas del mismo sexo.